# Patinação de velocidade em pista curta nos Jogos Olímpicos de Inverno de 1998
A patinação de velocidade em pista curta nos Jogos Olímpicos de Inverno de 1998 consistiu de seis eventos disputados no White Ring, em Nagano, no Japão.

## Medalhistas
Masculino
| Evento                      | Ouro                                                                | Prata                                                                 | Bronze                                         |
| --------------------------- | ------------------------------------------------------------------- | --------------------------------------------------------------------- | ---------------------------------------------- |
| 500 metros detalhes         | Takafumi Nishitani JPN Japão                                        | An Yulong CHN China                                                   | Hitoshi Uematsu JPN Japão                      |
| 1000 metros detalhes        | Kim Dong-Sung KOR Coreia do Sul                                     | Li Jiajun CHN China                                                   | Éric Bédard CAN Canadá                         |
| Revezamento 5000 m detalhes | Éric Bédard Derrick Campbell François Drolet Marc Gagnon CAN Canadá | Chae Ji-Hoon Lee Jun-Hwan Lee Ho-Eung Kim Dong-Sung KOR Coreia do Sul | Li Jiajun Feng Kai Yuan Ye An Yulong CHN China |

Feminino
| Evento                      | Ouro                                                                  | Prata                                                        | Bronze                                                                      |
| --------------------------- | --------------------------------------------------------------------- | ------------------------------------------------------------ | --------------------------------------------------------------------------- |
| 500 metros detalhes         | Annie Perreault CAN Canadá                                            | Yang Yang (S) CHN China                                      | Chun Lee-Kyung KOR Coreia do Sul                                            |
| 1000 metros detalhes        | Chun Lee-Kyung KOR Coreia do Sul                                      | Yang Yang (S) CHN China                                      | Won Hye-Kyung KOR Coreia do Sul                                             |
| Revezamento 3000 m detalhes | Chun Lee-Kyung Won Hye-Kyung An Sang-Mi Kim Yoon-Mi KOR Coreia do Sul | Yang Yang (A) Yang Yang (S) Wang Chunlu Sun Dandan CHN China | Christine Boudrias Isabelle Charest Annie Perreault Tania Vicent CAN Canadá |

## Quadro de medalhas
| Ordem | País              | Medalha de ouro | Medalha de prata | Medalha de bronze |    |
| ----- | ----------------- | --------------- | ---------------- | ----------------- | -- |
| 1     | KOR Coreia do Sul | 3               | 1                | 2                 | 6  |
| 2     | CAN Canadá        | 2               |                  | 2                 | 4  |
| 3     | JPN Japão         | 1               |                  | 1                 | 2  |
| 4     | CHN China         |                 | 5                | 1                 | 6  |
| TOTAL | TOTAL             | 6               | 6                | 6                 | 18 |